# 玉城
玉城（琉球語：／  ?；1296年—1336年）據琉球國史書《中山世鑑》、《中山世譜》記載，是琉球國英祖王朝的第四位國王，1314年至1336年在位。
玉城是先代國王英慈的第三子。英慈死後，長子、次子殉死，遂由第三子玉城繼位。
玉城在位期間，政治苛暴，荒於酒色，加重對百姓的剝削。百姓不堪重負，諸按司紛紛起兵反叛，外島酋長停止朝貢，三山時代開始。
1336年，玉城王病逝，由長子西威嗣位。
| 玉城        |                                  |             |
| 前任： 英慈 | 第四代英祖王朝國王 1314年—1336年 | 繼任： 西威 |